# Lutzomyia dubitans
Lutzomyia dubitans är en tvåvingeart som först beskrevs av Sherlock I. A. 1962.  Lutzomyia dubitans ingår i släktet Lutzomyia och familjen fjärilsmyggor. Inga underarter finns listade i Catalogue of Life.